# Gestion par volumes logiques
 (février 2015).
Si vous disposez d'ouvrages ou d'articles de référence ou si vous connaissez des sites web de qualité traitant du thème abordé ici, merci de compléter l'article en donnant les références utiles à sa vérifiabilité et en les liant à la section « Notes et références ».
La gestion par volumes logiques (en anglais, logical volume management ou LVM) est à la fois une méthode et un logiciel de gestion de l'utilisation des espaces de stockage d'un ordinateur. Il permet de gérer, sécuriser et optimiser de manière souple les espaces de stockage en ligne dans les systèmes d'exploitation de type UNIX.
On parle également de gestionnaire de volumes ou volume manager en anglais.

## Concepts

LVM : VG (volume group), PV (physical volume), PE (physical extent) and LV (logical volume)

### Volumes physiques PV
Les disques durs, partitions de disques durs, volumes RAID ou unités logiques provenant d'un SAN forment des « volumes physiques » (physical volumes ou PV).

### Groupes de volumes VG
On concatène ces volumes physiques dans des « groupes de volumes » (volume groups ou VG).

Ces VG sont équivalents à des pseudo-disques-durs.

### Volumes logiques LV
Des « volumes logiques » (logical volumes ou LV) sont alors découpés dans les groupes de volumes, puis formatés et montés dans des systèmes de fichiers ou utilisés en tant que raw devices.

Les LV sont équivalents à des pseudo-partitions.

### Volumes agrégés par bandes (striping)
Les volumes logiques peuvent être « stripés » sur un ensemble de volumes physiques, à l'instar du RAID 0.
Cette technique est utilisée pour améliorer les performances, mais rend plus vulnérable à une panne disque.

### Miroir (mirroring)
Les volumes logiques peuvent être également mirrorés, à l'instar du RAID 1.
Cette technique permet de se protéger contre une panne sur un disque dur.

### Extensions
Les extensions sont les plus petites unités de stockage LVM, la taille des extensions est la même pour chaque volume logique d'un même groupe de volume. Les extensions non utilisées peuvent servir à augmenter la taille d'un groupe de volumes.
Il existe deux types d'extensions :
- les extensions physiques ou PE (Physical Extents)
- les extensions logiques ou LE (Logical Extent)

### Instantanés (snapshots)
Les snapshots sont des volumes logiques permettant d'effectuer une sauvegarde cohérente d'un autre volume logique du même groupe de volumes.
La création d'un snapshot consiste à prendre une « photo », un instantané du volume logique cible (ce qui est quasi immédiat) et on commence alors à enregistrer les modifications apportées au volume logique cible.
Avantage des snapshotsIls peuvent être utilisés comme une méthode de sauvegarde. Ils permettent de stocker une image statique d'un volume logique à un instant précis. On peut ensuite effectuer une sauvegarde sur cartouche du snapshot, qui contiendra les données présentes sur le volume cible au moment de la création du snapshot.
Limite des snapshotsIls ne sont pas une sauvegarde complète d'un volume logique, ils enregistrent uniquement les modifications apportées au volume cible, ils ne contiennent pas les données de celui-ci ; de plus ils ne sont pas persistants, c’est-à-dire qu'ils disparaissent en cas de redémarrage de la machine. [À corriger ou effacer, car vrai pour certains gestionnaires de volumes, mais faux pour celui généralement utilisé sous Linux.]
Taille des snapshotsUne idée très répandue veut que la taille d'un snapshot doit être égale à environ 15-20 % de la taille du volume logique cible. Ces approximations sont totalement infondées, la taille nécessaire à un snapshot dépendant de l'activité en écriture sur le volume logique cible pendant la durée de vie de ce snapshot. La suppression de toutes les données sur le volume logique cible demandera par exemple un snapshot d'une taille au moins égale à la taille du volume logique cible. La taille d'un snapshot doit donc être calculée suivant l'estimation du volume de données écrit sur le lecteur cible pendant la durée de votre sauvegarde. Dans la plupart des cas cela nécessitera bien moins de 15 %. En outre, un facteur très important dans le calcul de l'espace disponible pour le snapshot est la quantité d'opération d'écriture par seconde. Un effacement complet du volume logique attaché nécessitera effectivement 100% d'espace disponible mais pourrait durer plusieurs jours alors que l'utilisation d'un snapshot pour externaliser un backup pendant que le volume principal continue d'être utilisé risque de remplir très rapidement l'espace disponible.
Il est également possible de créer des snapshot dit thin-provisionné pour lesquels la taille disponible n'est pas spécifiée préalablement. Elle permet notamment de prendre autant d'espace que nécessaire pendant que le volume groupe lui-même est étendu pour faire face aux besoins d'espace.

### Partitions et systèmes de fichiers
Les partitions et systèmes de fichiers (filesystems) ne font pas partie de LVM.
Une partition peut être utilisée en volume physique, un système de fichiers doit être installé sur un volume logique pour pouvoir être monté et utilisé.

### Agrandissement et réductions
Il est possible d'ajouter des volumes physiques à chaud dans des groupes de volumes, mais un volume physique doit être inutilisé (aucune donnée) pour être retiré d'un groupe de volumes.
Il est possible d'agrandir ou réduire des volumes logiques, mais les systèmes de fichiers installés dessus doivent prendre en charge cette opération. De nombreux systèmes de fichiers prennent en charge l'agrandissement et la réduction à chaud, à défaut il doit être démonté (donc interruption de service) pour subir cette opération.

## Fonctionnalités
Les disques durs peuvent être locaux (branchés dans le serveur) ou distants, sur un SAN (Storage Area Network) ou un DAS (Direct Attach Storage) sous forme d'unités logiques (auxquelles on a associé des LUN, Logical Unit Number).
L'intérêt du LVM est que l'on peut modifier la taille des volumes logiques sans perte de données (voire à chaud dans le cas d'un agrandissement sur JFS2, ext2, ext3, ext4 et reiserFS). Le démontage préalable est tout de même recommandé pour ext2 et ext3.
Pour JFS2 et reiserFS, le rétrécissement est aussi possible à chaud.

## Exemples
Les logiciels libres LVM1, LVM2 et EVMS (en) sous Linux sont des exemples de Volume Managers, comme les logiciels propriétaires LVM d'IBM, de HP-UX ou Veritas Enterprise (VxVM) sous HP-UX et Solaris.

## LVM2

### Les commandes usuelles de LVM2
Avant d'utiliser LVM, il faut partitionner les disques (voir Outils de partitionnement) en type LVM.
Ensuite,
- Pour les volumes physiques : pvcreate, pvresize, pvscan, pvs, pvdisplay, pvremove, pvmove, pvchange
- Pour les groupes de volume : vgcreate, vgdisplay, vgscan, vgs, vgck, vgremove
- Pour les volumes logiques : lvcreate, lvmdiskscan, lvs, lvdisplay, lvremove, lvextend
- Pour la sauvegarde/restauration de la structure LVM : vgcfgbackup, vgcfgrestore

#### Exemples concrets d'utilisation

##### Changement d'un disque défectueux
Votre serveur sous Linux contient deux disques durs qui partagent un volume groupe commun appelé ici henryvg (LVM) : l'un, nommé A, de 40 Go natif avec l'achat du PC, l'autre, B, de 80 Go acheté à la suite d'un besoin de place. En achetant ce nouveau disque, vous avez créé au moins une grande partition de type « 8e - Gestion par volumes logiques » ; soit /dev/hdb6 son nom. Tout comme la partition /dev/hda6 du disque A, cette partition hdb6 avait été incorporée (au moment de l'achat du second disque) au volume groupe henryvg.
L'un des deux disques donne des signes de défaillance et une commande fsck a créé, à répétition, un fichier lost+found sur un ou plusieurs volumes logiques. Un de vos disques est donc défaillant ; le noyau doit avoir signalé dans un fichier warnings (par exemple sous /var/log/kernel) de quel disque, hda ou hdb, il s'agit. Supposons qu'il s'agisse du disque B qu'on doit remplacer par un disque d'une taille au moins égale, nommé C.
L'intérêt d'une « gestion par volumes logiques » réside dans le fait que les temps de déconnexion du serveur peuvent être minimes. La procédure suivante peut être appliquée :
- faire une sauvegarde des partitions de votre serveur (si vous avez une coupure de courant au cours de l'opération, vous risquez d'être embarrassé) ;
- éteindre votre PC, puis ajouter le nouveau et troisième disque C, par exemple sur la nappe du DVD ;
- allumer de nouveau votre serveur (il sera de nouveau opérationnel tout au long de l'opération), puis créer une ou plusieurs partitions sur /dev/hdc sous une forme analogue à celles du disque défectueux /dev/hdb. Soit /dev/hdc6 la grande partition de type 8e - LVM. Les commandes de lvm2 sous root sont alors les suivantes (beaucoup de distributions actuelles ont renommé lvm2 en lvm), la séquence et les paramètres restant identiques) :

1. lvm2 pvcreate /dev/hdc6 # de manière à créer un descripteur de groupe de volume en tête de la partition /dev/hdc6 ;
2. lvm2 vgextend henryvg /dev/hdc6 # de manière à incorporer la partition physique hdc6 au groupe de volume henryvg ;
3. lvm2 pvmove /dev/hdb6 /dev/hdc6 # de manière à déplacer le contenu du « disque physique » B (et dans tous les volumes logiques créés sur votre serveur comme /usr, /var, /home etc.) sur les autres disques A et C. Cette étape peut être longue en fonction de la taille du disque, 45 minutes pour 40 Go par exemple ;
4. lvm2 vgreduce henryvg /dev/hdb6 # de manière à ôter le disque B de la gestion LVM (henryvg). L'option --removemissing n'est à utiliser que dans le cas où on aurait retiré la partition /dev/hda6. Dans ce cas il ne faut pas mentionner /dev/hda6 sur la ligne de commande;
5. lvm2 pvremove /dev/hdb6 # de manière à retirer /dev/hdb6 de la structure de henryvg (sinon il restera disponible) ;
6. le disque B peut alors être enlevé lors d'un prochain redémarrage. Le disque C sera alors mis en place du disque défectueux B (même endroit sur la nappe par exemple, même paramétrage) avant de rallumer le PC. En effet, l'ensemble de la configuration ayant été transféré à C, le serveur fonctionnera à l'identique sans aucune autre intervention ;
7. il conviendra néanmoins de restaurer les fichiers qui avaient été endommagés par le disque défectueux et qui se trouvent sous le répertoire lost+found de chacun des volumes logiques (partitions dans l'ancien jargon).

##### Augmentation de la taille d'un système de fichierà chaud
Avec les derniers noyaux de Linux (2.6.22 au moins), il est possible d'augmenter à chaud la taille d'un système de fichier, sans même le démonter (du moins pour certains systèmes de fichier). Soit ainsi un volume logique de nom /dev/henryvg/homelv monté sur /home. La commande df (disk free) vous donne sa taille actuelle :
```
df
 
-BG
 
/home
Sys.
 
de
 
fich.
         
Tail.
 
Occ.
 
Disp.
 
%Occ.
 
Monté
 
sur
/dev/mapper/henryvg-homelv

                      
25G
   
20G
  
3
,7G
  
85
%
 
/home

```

Notez qu'il est fréquent sur certains systèmes qu'un mapper réalloue /dev/henryvg/homelv en /dev/mapper/henryvg-homelv, mais il s'agit des mêmes noms. On souhaite augmenter le système de fichier de 25 Go à 30 Go. On vérifie la place disponible sur les disques (dans cet exemple, il y a deux disques physiques 'PV', mais un seul groupe volume 'VG') par l'une des deux commandes complémentaires:
```
# lvm2 pvs

  
PV
         
VG
      
Fmt
  
Attr
 
PSize
  
PFree

  
/dev/sda6
  
henryvg
 
lvm2
 
a--
  
70
,47g
 
41
,63g

  
/dev/sdb6
  
henryvg
 
lvm2
 
a--
  
70
,47g
 
15
,89g

# lvm2 vgs

  
VG
      
#PV #LV #SN Attr   VSize   VFree

  
henryvg
   
2
   
9
   
0
 
wz--n-
 
140
,95g
 
57
,52g

```

Il faut d'abord augmenter la taille du volume logique (LV) par la commande :
```
lvm2
 
lvextend
 
-L30G
 
/dev/henryvg/homelv

```

Et dans un deuxième temps augmenter la taille du système de fichier lui-même. S'il s'agit d'un système de fichier ext3 ou ext4, la commande est :
```
resize2fs
 
-p
 
/dev/henryvg/homelv

```

et s'il s'agit d'un système de fichier XFS, la partition doit être montée (ici sur /home) et la commande est :
```
xfs_growfs
 
/home

```

La taille s'ajustera automatiquement à celle du volume logique.
Rappelons qu'on peut connaitre le système de fichier utilisé et où il est monté en regardant le fichier de configuration /etc/fstab (ou /etc/mtab) par une commande du genre :
```
grep
 
homelv
 
/etc/fstab
/dev/mapper/henryvg-homelv
     
/home
                   
xfs
     
defaults
        
0
 
0

```

Dans cet exemple, il s'agit d'un système de fichier XFS monté sur /home.

##### Réduction d'une partition
Il faut tout d'abord réduire la taille du système de fichiers avant celle du volume logique.
En fonction du système de fichiers, il faudra éventuellement démonter ce système de fichier (Ext3). Cela n'est parfois pas possible car il est occupé par des processus (cas du /, /usr). En général, il est plus rapide d'utiliser un disque de démarrage Linux comme Knoppix ou un Mandriva (il faut dans ce dernier cas aller jusqu'à l'étape d'une nouvelle installation et demander un partitionnement manuel) qui charge les modules lvm. Une fois ce système de fichier démonté et pour réduire un volume logique /dev/henryvg/homelv de 30 Go à 25 Go, il faut appliquer la commande :
```
resize2fs
 
-p
 
/dev/henryvg/homelv
 
25G

```

Il faut désactiver avant réduction (évite les pertes de données):
```
lvchange
 
-an
 
/dev/henryvg/homelv

```

Puis il faut réduire le volume logique par la commande (notez qu'il faut spécifier la taille) :
```
lvm2
 
lvreduce
 
-L25G
 
/dev/henryvg/homelv

```

Et activer :
```
lvchange
 
-ay
 
/dev/henryvg/homelv

```

Si tout se passe bien, on peut alors monter la partition par la commande :
```
mount
 
-t
 
ext3
 
/dev/henryvg/homelv
 
/home

```

Bien évidemment, par précaution il faut avoir des sauvegardes de vos données avant de se lancer dans ce genre d'opération. A titre de précaution, il peut parfois s'avérer pratique de réduire le filesystem de façon plus importante (p. ex. 24G à la place de 25G), réduire la taille du volume logique et ensuite ré-étendre le filesystem à la taille exacte du nouveau volume logique et ce afin d'éviter des incohérences d'espaces entre le filesysteme et le volume logique.

##### Extension d'un volume logique sur un autre disque à chaud
Prenons l'exemple où vous venez d'installer de manière quasi automatique un système Linux sur une station de travail initialement sous Windows. Vous avez donc déjà libéré, depuis Windows, de la place pour cette installation. Puis, en démarrant depuis une clé USB, l'installateur Linux vous propose d'utiliser une gestion par volume logique (lvm) pour créer deux volumes logiques / pour le système et un second /home pour vos données personnelles. Ne souhaitant pas utiliser toute la place libérée pour bénéficier de la souplesse de lvm, vous vous limitez par exemple à 691Gb au lieu des 1098Gb libérés sous Windows pour votre installation linux. Une fois que vous avez redémarré sous Linux, et n'ayant pas vraiment bien compris l'avertissement pourtant donné par l'installateur Linux, vous réalisez que vous ne pouvez plus créer de nouveaux volumes logiques car la partition automatique créée est entièrement utilisée par les volumes logiques / et /home. Pour réduire /home, il faudrait pouvoir la démonter mais comment s'en sortir à chaud ?
Une solution consiste à utiliser la place libre du disque en un groupe physique pv, de l'intégrer à votre groupe de volume logique existant et ainsi de disposer de place pour créer de nouveaux volumes logiques.
La commande parted -l vous indique que votre disque a une table de partition de type gpt (et non mbr) qui  vous permet de créer de nombreuses partitions physiques et non plus être limité à 4, et que dans l'exemple retenu, la 6e et dernière partition de type lvm s'étend de 211GB à 902GB. C'est sur cette partition que sont /  et /home.
```
# parted -l

Modèle
 
:
 
KINGSTON
 
SNV2S2000G
 
(
nvme
)

Disque
 
/dev/nvme0n1
 
:
 
2000GB
Taille
 
des
 
secteurs
 
(
logiques/physiques
)
 
:
 
512B/512B
Table
 
de
 
partitions
 
:
 
gpt
Drapeaux
 
de
 
disque
 
:
 

 

Numéro
  
Début
   
Fin
     
Taille
  
Système
 
de
 
fichiers
  
Nom
                           
Drapeaux

 
1
      
1049kB
  
106MB
   
105MB
   
fat32
                
EFI
 
System
 
Partition
          
démarrage,
 
esp

 
2
      
106MB
   
123MB
   
16
,8MB
                       
Microsoft
 
reserved
 
partition
  
msftres

 
3
      
123MB
   
210GB
   
210GB
   
ntfs
                 
Basic
 
data
 
partition
          
msftdata

 
5
      
210GB
   
211GB
   
1074MB
  
ext4

 
6
      
211GB
   
902GB
   
691GB
                                                      
lvm

 
4
      
2000GB
  
2000GB
  
633MB
   
ntfs
                                               
caché,
 
diag

```

Pour être certain de créer la nouvelle partition sur le bon disque, on le spécifie dans la commande parted, puis on crée par mkpart une partition physique, sans nom ni système de fichier en utilisant une chaine vide "", le point de départ de la nouvelle partition, et 100% si on souhaite l'étendre sur toute la place libre:
```
parted
 
/dev/nvme0n1

 
(
parted
)
 
mkpart
 
""
 
902Gb
 
100
%

```

la sous commande print vous indique alors qu'une 7e partition est créée:                                       
```
 
(
parted
)
 
print
                                                            

Modèle
 
:
 
KINGSTON
 
SNV2S2000G
 
(
nvme
)

Disque
 
/dev/nvme0n1
 
:
 
2000GB
Taille
 
des
 
secteurs
 
(
logiques/physiques
)
 
:
 
512B/512B
Table
 
de
 
partitions
 
:
 
gpt
Drapeaux
 
de
 
disque
 
:
 

 

Numéro
  
Début
   
Fin
     
Taille
  
Système
 
de
 
fichiers
  
Nom
                           
Drapeaux

 
1
      
1049kB
  
106MB
   
105MB
   
fat32
                
EFI
 
System
 
Partition
          
démarrage,
 
esp

 
2
      
106MB
   
123MB
   
16
,8MB
                       
Microsoft
 
reserved
 
partition
  
msftres

 
3
      
123MB
   
210GB
   
210GB
   
ntfs
                 
Basic
 
data
 
partition
          
msftdata

 
5
      
210GB
   
211GB
   
1074MB
  
ext4

 
6
      
211GB
   
902GB
   
691GB
                                                      
lvm

 
7
      
902GB
   
2000GB
  
1098GB

 
4
      
2000GB
  
2000GB
  
633MB
   
ntfs
                                               
caché,
 
diag

```

On peut alors créer un volume physique de type lvm par la commande pvcreate:
```
# lvm pvcreate /dev/nvme0n1p7

  
Physical
 
volume
 
"/dev/nvme0n1p7"
 
successfully
 
created.

```

mais il n'est pas encore intégré à l'ancien volume group "fedora_localhost-live":
```
# lvm pvs

  
PV
             
VG
                    
Fmt
  
Attr
 
PSize
     
PFree
    

  
/dev/nvme0n1p6
 
fedora_localhost-live
 
lvm2
 
a--
    
643
,44g
     
4
,00m

  
/dev/nvme0n1p7
                       
lvm2
 
---
  
<
1022
,51g
 
<
1022
,51g

# lvm vgs

  
VG
                    
#PV #LV #SN Attr   VSize   VFree

  
fedora_localhost-live
   
1
   
2
   
0
 
wz--n-
 
643
,44g
 
4
,00m

```

Pour ce faire, on utilise la commande vgextend:
```
# lvm vgextend fedora_localhost-live /dev/nvme0n1p7

  
Volume
 
group
 
"fedora_localhost-live"
 
successfully
 
extended

[
root@fedora
 
/
]
# lvm pvs

  
PV
             
VG
                    
Fmt
  
Attr
 
PSize
    
PFree
   

  
/dev/nvme0n1p6
 
fedora_localhost-live
 
lvm2
 
a--
   
643
,44g
    
4
,00m

  
/dev/nvme0n1p7
 
fedora_localhost-live
 
lvm2
 
a--
  
1022
,50g
 
1022
,50g

```

La commande
```
# lvm vgs

  
VG
                    
#PV #LV #SN Attr   VSize  VFree   

  
fedora_localhost-live
   
2
   
3
   
0
 
wz--n-
 
<
1
,63t
 
<
799
,55g

```

montre qu'en effet le groupe de volume intitulé fedora_localhost-live a augmenté de 643,44g à 1,63t. Il vous est alors possible  de créer de nouveaux volumes logiques, comme /home/mapomme/Movies pour vos films, /home/mapomme/Mail pour vos courriers ou /var/log/httpd si vous avez un serveur web très utilisé, ou encore /opt pour les logiciels non natifs de votre distribution, bref pour tous les répertoires dont la taille peut croitre fortement: vous serez alors averti de leur dépassement de capacité avant que l'ensemble du système ne se bloque et pourrez augmenter leur taille de manière contrôlée.

##### Groupe physique plein
Si le disque physique de 640 Go /dev/nvme0n1p6 est presque plein et qu'il reste 800Go sur le disque physique /dev/nvme0n1p7, on peut dans un premier temps déplacer tout ce qui est dans ce disque physique plein /dev/nvme0n1p6  vers un disque physique /dev/nvme0n1p7 par pvmove (ce qui prend un peu de temps), puis ôter le volume groupe qui était commun aux deux disques physiques par vgreduce.
```
lvm>
 
vgs

  
VG
                    
#PV #LV #SN Attr   VSize  VFree   

  
fedora_localhost-live
   
2
  
12
   
0
 
wz--n-
 
<
1
,63t
 
<
799
,55g
lvm>
 
pvscan

  
PV
 
/dev/nvme0n1p6
   
VG
 
fedora_localhost-live
   
lvm2
 
[
643
,44
 
GiB
 
/
 
4
,00
 
MiB
 
free
]

  
PV
 
/dev/nvme0n1p7
   
VG
 
fedora_localhost-live
   
lvm2
 
[
1022
,50
 
GiB
 
/
 
799
,54
 
GiB
 
free
]

  
Total:
 
2
 
[
<
1
,63
 
TiB
]
 
/
 
in
 
use:
 
2
 
[
<
1
,63
 
TiB
]
 
/
 
in
 
no
 
VG:
 
0
 
[
0
   
]

lvm>
 
pvs

  
PV
             
VG
                    
Fmt
  
Attr
 
PSize
    
PFree
  

  
/dev/nvme0n1p6
 
fedora_localhost-live
 
lvm2
 
a--
   
643
,44g
   
4
,00m

  
/dev/nvme0n1p7
 
fedora_localhost-live
 
lvm2
 
a--
  
1022
,50g
 
799
,54g
lvm>
 
pvmove
 
/dev/nvme0n1p6
 
/dev/nvme0n1p7

  
/dev/nvme0n1p6:
 
Moved:
 
0
,02%

  
/dev/nvme0n1p6:
 
Moved:
 
2
,04%
...

 
/dev/nvme0n1p6:
 
Moved:
 
98
,36%

  
/dev/nvme0n1p6:
 
Moved:
 
99
,16%

  
/dev/nvme0n1p6:
 
Moved:
 
99
,96%
lvm>
 
pvs

  
PV
             
VG
                    
Fmt
  
Attr
 
PSize
    
PFree
   

  
/dev/nvme0n1p6
 
fedora_localhost-live
 
lvm2
 
a--
   
643
,44g
  
643
,44g

  
/dev/nvme0n1p7
 
fedora_localhost-live
 
lvm2
 
a--
  
1022
,50g
 
<
156
,11g

lvm>
 
vgreduce
 
fedora_localhost-live
 
/dev/nvme0n1p6

  
Removed
 
"/dev/nvme0n1p6"
 
from
 
volume
 
group
 
"fedora_localhost-live"

lvm>
 
vgs

  
VG
                    
#PV #LV #SN Attr   VSize    VFree   

  
fedora_localhost-live
   
1
  
12
   
0
 
wz--n-
 
1022
,50g
 
<
156
,11g
lvm>
 
pvs

  
PV
             
VG
                    
Fmt
  
Attr
 
PSize
    
PFree
   

  
/dev/nvme0n1p6
                       
lvm2
 
---
   
643
,44g
  
643
,44g

  
/dev/nvme0n1p7
 
fedora_localhost-live
 
lvm2
 
a--
  
1022
,50g
 
<
156
,11g

```

On pourrait supprimer complètement le disque physique par
```
 
lvm>
 
pvremove
 
/dev/nvme0n1p6

```

### Fichiers de configuration
- lvmtab (créé initialement par la commande vgscan).
- lvm.conf

### Divers
L'identificateur d'une partition utilisée comme volume physique est 0x8E (hexadécimal) sous Linux et certains systèmes UNIX.